# Dorothy Dares
Dorothy Dares è un cortometraggio muto del 1917 diretto da Ruth Stonehouse, autrice anche del soggetto (sceneggiato da Fred Myton), e interprete principale del film, una commedia prodotta dalla Victor Film Company.

## Trama
Dorothy Worth, la figlia del ricco signor Worth, è innamorata di Harold Mason, un povero impiegato in un negozio di merceria che guadagna dieci dollari la settimana. Il padre di Dorothy manda allora la figlia in una scuola privata, separandola da Harold. Malata d'amore, la ragazza un giorno scrive ai suoi una lettera nella quale confessa di non riuscire più ad avere la forza di continuare a vivere. La lettera non viene spedita da Dorothy, che decide di buttarla nel cestino, ma da miss Abigail Winthrop, la preside, che, avendola trovata, pensa bene di mandarla lei via posta. Intanto Harold, per entrare nel collegio, fa ubriacare il bidello, prendendo il suo posto e avvisando Dorothy che verrà da lei alle dieci di sera. La ragazza e le sue compagne sono tutte entusiaste per questa storia d'amore, ma l'appuntamento tanto atteso va a monte perché le studentesse devono subire proprio quella sera l'iniziazione della loro confraternita. Harold, entrato nella stanza di Dorothy, si nasconde prima sotto il letto e poi nell'armadio fino a quando viene fatto uscire dalla finestra. Miss Abigail e i signori Worth, entrando nella stanza, vedono tutta infarinata la faccia di Dorothy che spiega al padre che la farina fa parte della cerimonia di iniziazione. Lui, prendendo il sacco di farina che si trova nella stanza, lo butta fuori dalla finestra, facendolo cadere all'attonito Harold. Poi, tra genitori e figlia c'è una spiegazione sulla lettera e Dorothy, per giustificarsi, si inventa di averla scritta, ancora addormentata, probabilmente a causa di un incubo.

## Produzione
Il film fu prodotto dalla Victor Film Company.

## Distribuzione
Distribuito dalla Universal Film Manufacturing Company, il film uscì nelle sale statunitensi il 15 febbraio 1917.